# Bénénuts
Bénénuts est une marque commerciale appartenant au groupe américain Pepsico, spécialisée dans la fabrication et la commercialisation de gâteaux apéritif. 

## Historique
Bénénuts a été lancée en France en 1969 par Mayolande, afin de commercialiser des cacahuètes grillées et autres fruits secs pour l'apéritif. Mayolande est une entreprise fabriquant des huiles et du vinaigre commercialisés sous la marque Bénédictin (qui est aujourd'hui devenue Bénédicta) et est alors détenue pour moitié par l'entreprise néerlandaise Duyvis, et par le français Inglobo. 
Jusqu'en 1991, Bénénuts, au sein de Mayolande, a été possédé tour à tour par Azko, qui a racheté Duyvis en 1977, puis, à partir de 1988, par Douwe Egberts, filiale de la multinationale Sara Lee Corporation qui possède également en France la marque Maison du Café (à 50%, le reste appartenant à Philips). 
En 1991, Sara Lee cède Bénédicta à Astra Calvé, filiale d'Unilever, mais conserve Bénénuts[réf. nécessaire].
En 1997, Bénénuts sort une nouvelle gamme, Chouchou. C'est alors que l'on voit apparaître dans les publicités de la marque les deux personnages Ben et Nuts.
En 2005, l'ensemble du pôle apéritif de Sara Lee, qui comportait également la marque Duyvis aux Pays-Bas et en Belgique, est cédé à PepsiCo.
La marque Bénénuts était spécialisée dans les graines (cacahuètes, pistaches, amandes...) et a progressivement étendu sa compétence aux produits extrudés.

## Produits
Avant son absorption par PepsiCo, Bénénuts commercialisait uniquement : 
- Twinuts
- Papyrus
- Chouchou

Entre 2007 et 2020, Bénénuts est une marque-ombrelle sous laquelle sont vendus les autres produits snacking de PepsiCo (3D's, Fritelle, ...).